# Данні М'ятке
Данні М'ятке (англ. Danni Miatke, 29 листопада 1987) — австралійська плавчиня.
Чемпіонка світу з водних видів спорту 2005, 2007 років.
Чемпіонка світу з плавання на короткій воді 2006 року, призерка 2004 року.
Переможниця Ігор Співдружності 2006 року.